# Гонсалес, Джей Си
Хуан Камило Гонсалес (англ. Juan Camilo Gonzalez; род. 8 марта 1990, Богота), известный под сценическим именем как ДжейСи Гонсалес (англ. JC Gonzalez), является Колумбийским актёром и певцом. Его карьера началась в 2009 году со съемок в телевизионной рекламе в Техасе. Гонсалес был также кандидатом на участие в реалити-шоу «Making Menudo» на канале MTV, для которого было выбрано двадцать пять двуязычных певцов. Гонсалес также имеет опыт работы в кино и на телевидении, среди его работ — участие в сериалах «Парки и зоны отдыха» и «Американцы».

## Семья и детство
Гонсалес родился в Боготе, Колумбия. У него есть младшие брат и сестра. Гонсалес был очень гиперактивным ребёнком и поэтому заслужил прозвище «terremoto» (землетрясение). Гонсалес вместе с семьей переехал в Хьюстон, когда ему было семь лет, так как его младший брат нуждался в медицинском уходе.
Гонсалес учился в школе Clements High School в Шугар-ленде, штат Техас.

## Карьера

### Музыка
Гонсалес записал оригинальную версию, а также ремикс на песню «El Perdón» исполнителей Энрике Иглесиаса и Ники Джем. С 2016 года Гонсалес работает над своим дебютным сольным альбомом под названием «AwakIn», в который войдут песни на английском и испанском языках, представляющими собой смесь латиноамериканских ритмов с американским рэпом и поп-музыкой.

### Телевидение и кино
Гонсалес начал свою актёрскую карьеру c телевизионных рекламных роликов в Техасе. После окончания средней школы, Гонсалес переехал в Лос-Анджелес, где начал работать в рекламных роликах и телесериалах. Он снялся в телевизионной рекламе для Форд, Хонда, и AT&T.
В январе 2007 года Гонсалес проходил кастинг на участие в телевизионном реалити-шоу «Making Menudo» в Лос-Анджелесе. Кастинг был неудачным, и поэтому он решил взять уроки танцев, после чего пробовался снова в Далласе. В этот раз его ждал успех: он был выбран пуэрто-риканским певцом Луисом Фонси и радиоведущим Даниилом Луной. ДжейСи стал одним из двадцати пяти участников, которые поехали в Нью-Йорк, для съемок сериала «Road to Menudo». Гонсалес был одним из 15 участников из этой группы, которые прошли дальше в шоу «Making Menudo».
По идейному замыслу шоу, Гонсалес вместе с четырнадцатью другими молодыми исполнителями, обучался пению и танцам в Саут-Бич в течение почти четырёх месяцев.
В 2009 году Гонсалес появился в серии «Город-побратим» сериала «Парки и зоны отдыха» в роли Джонни — интерна из Венесуэлы.
В 2010 году Гонсалес сыграл главную роль в клипе Кая Розенталя (Can't Get You Out of My Mind). Гонсалес также снимался в фильмах «Злоключения за границей», «Hard Times», «Как зажигать», и «Родители». В 2010 году Гонсалес получил роль в сериале «Виктория-победительница» в эпизоде «Выживание В Жаре».
Гонсалес также снялся в веб-сериале «Американцы», который был запущен в мае 2011 года. В 2013 году Гонсалес появился в другом веб-сериале — «Blue». Помимо этого, Гонсалес работал и над другими веб-проектами, в числе которых «Ragdolls» 2013 года. В 2015 году Гонсалес сыграл Джейка в телевизионном сериале «Морская полиция: Новый Орлеан», в серии «Blue Christmas».

## Личная жизнь
Гонсалес вырос в Шугар-ленде, штат Техас, в пригороде Хьюстона. В настоящее время проживает в Лос-Анджелесе, Калифорния.

### Благотворительная деятельность
Гонсалес написал песню «Safe Passage» для благотворительной организации «Thrive Integrative Wellness and Women of Watts & Beyond» (штат Калифорния, США), которую он исполнил на нескольких фестивалях, проведенных в поддержку против домашнего насилия. Участием в подобных фестивалях он хочет привлечь внимание общественности к проблемам множества семей, которые, зачастую, не могут постоять за себя сами или не знают, куда обратиться за помощью.

## Фильмография

### Телевидение
| Год  | Оригинальное название                                         | Роль                                               | Примечание                                                                                     |
| ---- | ------------------------------------------------------------- | -------------------------------------------------- | ---------------------------------------------------------------------------------------------- |
| 2007 | Making Menudo                                                 | в роли самого себя                                 | реалити-шоу на канале MTV                                                                      |
| 2008 | Locked Up Abroad                                              | брат Лии МакКордс                                  | серия: «Бангладеш» на канале National Geographic Channel                                       |
| 2009 | Second Coming                                                 | полицейский (в титрах упоминается как Хуан Камило) | видео                                                                                          |
| 2009 | Parks and Recreation                                          | Джонни                                             | серия: «Sister City»                                                                           |
| 2009 | Love Fifteen                                                  | сын Синди Лис                                      | Синди Ли (Paola Turbay)                                                                        |
| 2010 | The Hard Times of RJ Berger TV Series                         | танцор с ножом                                     | серия: «The Berger Cometh»                                                                     |
| 2010 | Victorious                                                    | Бен                                                | серия: «Survival of the Hottest»                                                               |
| 2010 | Parenthood                                                    | участник мужской студенческой организации          | серия: «Orange Alert»                                                                          |
| 2011 | Los Americans                                                 | Пол Валенсуэла                                     | серии: «Правда глаза колет»; «С днем рождения»; «Едем в Мексику»; «Семейная реликвия» и другие |
| 2011 | Биг Тайм Раш                                                  | Костарт                                            | серия: «Big Time Strike»                                                                       |
| 2012 | How to Rock                                                   | обидчик игрока футбольной команды                  | серия: «How to Rock a Newscast», телевизионный сериал                                          |
| 2012 | Slumber Party Slaughter                                       | Рэнди                                              | фильм                                                                                          |
| 2013 | RagDolls                                                      | Матео                                              | серии: «Bésame Mucho»; «The Sexy Bra»; «Undercover Date Agent»; «The Pot Shop»                 |
| 2014 | 11:11                                                         | Райан                                              | телевизионный сериал                                                                           |
| 2014 | I Didn’t Do It                                                | Майк                                               | серия: «Lindy Nose Best»                                                                       |
| 2015 | Hot Flash: The Chronicles of Lara Tate — Menopausal Superhero | «третий лишний»                                    | телевизионный сериал                                                                           |
| 2015 | Elena                                                         | Виктор                                             | телевизионный сериал                                                                           |
| 2015 | NCIS: New Orleans                                             | Джейк                                              | серия: «Blue Christmas»                                                                        |
| 2016 | Good After Bad                                                | Коллин                                             | телевизионный сериал                                                                           |
| 2018 | 9-1-1 (TV series)                                             | Кайл                                               | телевизионный сериал                                                                           |
| 2018 | Goliath (TV series)                                           | DJ Диего Шпиц                                      | телевизионный сериал                                                                           |

### Веб-сериалы
| Год  | Название          | Роль           | Примечания                                                    |
| ---- | ----------------- | -------------- | ------------------------------------------------------------- |
| 2010 | Love 15           | Сын            |                                                               |
| 2011 | Американцы        | Пол Валенсуэла | Режиссёр Дэннис Леони                                         |
| 2013 | Blue (web series) | Гарри          | серия: «What Kind of a Name Is Blue?» режиссёр Родриго Гарсия |

### Рекламные ролики
| Рекламный ролик                           | Персонаж | Канал                                     |
| ----------------------------------------- | -------- | ----------------------------------------- |
| Хонда Фит (английская и испанская версии) | Основной | Национальный                              |
| Джек в коробке (испанский)                | Основной | Национальный                              |
| HCCS осенняя промо-кампания               | Основной | Региональный                              |
| Нерф Вулкан Хасбро                        | Основной | Региональный                              |
| Академия спортивных товаров               | Основной | Региональный                              |
| Хьюстон Сообщество Колледж                | Основной | Региональный (Образовательное учреждение) |
| Национальная                              | Основной | Онлайн                                    |
| Фиеста Рок                                | Основной | Региональный                              |
| Connect EDU                               | Основной | Онлайн                                    |
| Нинтендо Wii                              | Основной | Национальный                              |
| KFC                                       | Основной | Национальный                              |
| AT&Т                                      | Основной | Национальный                              |
| Форд Фокус                                | Основной | Национальный                              |

### Песни
| Год  | Название                 | Место в чарте  | Место в чарте  | Альбом                   |
| Год  | Название                 | Е. Е. У. У Р&Б | Э. Э. У. У Рап | Альбом                   |
| ---- | ------------------------ | -------------- | -------------- | ------------------------ |
| 2015 | «Equation of Love»       | —              | —              | Equation of Love — сингл |
| 2015 | «Quiet Game»             | —              | —              | Quiet Game — сингл       |
| 2015 | «Cupid»                  | —              | —              | AwakIN                   |
| 2015 | «Zoom»                   | —              | —              | Zoom — сингл             |
| 2015 | «Prendete»               | —              | —              | AwakIN                   |
| 2016 | «Solitary Conversations» | —              | —              | 2moonS                   |
| 2016 | «Luchando»               | —              | —              | 2moonS                   |
| 2016 | «Let me be me»           | —              | —              | 2moonS                   |